# Ernst Eikhof
Ernst Eikhof (* 6. Mai 1892 in Hamburg; † 19. November 1978 ebenda) war ein deutscher Fußballspieler. Ernst Eikhof war Mittelläufer, was dem heutigen Innenverteidiger entspricht. Er spielte von 1911 bis 1930 in der Ligamannschaft des SC Victoria Hamburg.

## Karriere

### Vereine
Eikhof spielte während seiner gesamten Karriere für den SC Victoria Hamburg. Dies umfasste die Zeitspanne zwischen 1911 und 1930. In dieser Zeit bestritt er für die Victoria mindestens 413 Partien. Nach 1930 spielte er noch bis 1942 bei Seniorenteams der Victoria. Er galt als untadeliger Sportsmann. In seiner Karriere wurde er nur ein einziges Mal vom Platz gestellt. Dies war am 28. September 1919 bei der Partie gegen den HSV, als er durch „eine Gemeinheit des halblinken Schneider“ (der ebenfalls vom Platz musste) provoziert wurde.

### Auswahl-/Nationalmannschaft
Bereits am 8. Februar 1914 vertrat er mit seinem Vereinskameraden Adolf Gehrts die Farben von Norddeutschland im Halbfinale gegen Brandenburg in Hannover. Das Spiel wurde mit 3:2 Toren gewonnen und auch das Finale zwei Wochen später konnten Eikhof und seine Mitspieler für sich entscheiden (2:1 gegen Mitteldeutschland in Berlin). In der Runde 1923/24 qualifizierte sich Norddeutschland mit Mittelläufer Ernst Eikhof mit einem 4:2-Erfolg nach Verlängerung im Halbfinale erneut für das Finale. Süddeutschland setzte sich darin aber mit 4:2 Toren durch. Bis 1926 brachte es Eikhof auf 12 Spiele in den Bundespokalspielen für Norddeutschland, insgesamt kam er 27-mal für den NFV zum Einsatz.
Ernst Eikhof debütierte erst 4 Tage nach seinem 31. Geburtstag am 10. Mai 1923 in der A-Nationalmannschaft. In seiner Heimatstadt Hamburg im Stadion Hoheluft waren die Niederlande der Gegner bei einem torlosen Unentschieden. Sein Vereinskamerad Henry Müller spielte auf der linken Verteidigerposition. Am 3. Juni 1923 bestritt er beim 2:1-Sieg in Basel gegen die Schweiz sein zweites Länderspiel. Zusammen mit den zwei Nürnberger Seitenläufern Carl Riegel und Hans Schmidt bildete er die Läuferreihe. Sein letztes Länderspiel absolvierte Ernst Eikhof am 12. August 1923 in Dresden, als gegen die Finnland 1:2 verloren wurde. Er führte die ohne Fürther Spieler angetretene Mannschaft als Spielführer an. Der schnauzbärtige Hamburger war ein Mittelläufer alter Schule.

## Sonstiges
Der Kaufmann stammte aus einer hanseatischen Fußballerfamilie. Sein Bruder Otto „Tulle“ Eikhof stand jahrelang im Victoria-Team, spielte auch repräsentativ für Hamburg und war zudem ein bekannter Schiedsrichter, der das Endspiel um die deutsche Meisterschaft 1906 leitete. Bruder Willi zeichnete sich als Torhüter aus. Ernst Eikhof verdanken Fußballhistoriker heute etliche persönliche Aufzeichnungen, darunter seltene Statistiken, sowie die einzige erhaltene Eintrittskarte zum Endspiel um die deutsche Meisterschaft 1903 in Altona, das er als elfjähriger Schüler besucht hatte.
Ernst Eikhof wurde auf dem Friedhof Ohlsdorf beigesetzt. Die Grabstätte existiert nicht mehr.